# In the Arctic Night
In the Arctic Night è un cortometraggio muto del 1911 diretto da Laurence Trimble.

## Produzione
Il film fu prodotto dalla Vitagraph Company of America.

## Distribuzione
Distribuito dalla General Film Company, il film - un cortometraggio in una bobina - uscì nelle sale cinematografiche USA il 12 luglio 1911.